# Districte de Bulandshahr
El districte de Bulandshahr és una divisió administrativa de l'estat d'[Uttar Pradesh], Índia. La capital és Bulandshahr. El riu principal del districte és el Ganges.

## Administració
Està repartit en set subdivisions
- Dibai
- Anoopshahr (Anupshahr)
- Khurja
- Shikarpur
- Siyana
- Bulandshahr
- Sikandrabad

I 16 blocks de desenvolupament: Bulandshahr, Gulaothi, Lakhaowati, Shikarpur, Khurja, Pahasu, Arniya, Sikandrabad, Anoopshahr, Dibai, Danpur, Siyana, B.B. Nagar, Jahagirabad, Uncha Gaon i Agauta.
El 1901 els tahsils o subdivisions eren quatre:
- Anupshahr
- Bulandshahr
- Sikandrabad
- Khurja

Les capitals de cada tahsil (amb el mateix nom) eren municipalitats i les tres darreres eren les principals poblacions. Hi havia 19 ciutats 1 1532 pobles.
El tahsil de Bulandshahr (amb les parganes de Baran, Agauta, Siyana i Shikarpur) tenia 1235 km² i una població de 332.262 habitants el 1901, amb 379 pobles i cinc ciutats incloent Bulandshahr (18.959 habitants) i Shikarpur (12.249).

## Superfície i població
Té una superfície de 4.353 km² i una població (2001) de 2.923.290 habitants
El 1901 la superfície era de 4918 km² i la població:
- 1872: 937.427
- 1881: 924.822
- 1891: 949.914
- 1901: 1.138.101

## Història
La tradició assegura que va formar part del regne dels Pandava de Hastinapur i el governador residia a l'antiga ciutat d'Ahar. La dinastia gupta hi va governar al segle v. Realment els fets locals són desconeguts fins a l'època musulmana.
El 1018 Mahmud de Gazni va arribar a la zona, a la ciutat de Baran, nom que portava aleshores Bulandshahr, governada per un raja de nom Har Dat. El raja es va convertir amb deu mil dels seus seguidors. El 1193 Kutb al-Din Aybak es va presentar a Baran defensada per una raja dor, Chandra Sen; per la traïció d'un parent, Jaipal, el raja fou capturat pels musulmans; el traïdor es va fer musulmà i va rebre el govern de Baran (on encara viuen els seus descendents). Al segle xiv es van establir a la regió algunes tribus. Caps rajputs van anar al districte, mal defensat, i van expulsar els meos de les seves terres i viles; hi va haver fams, pestes i guerres, amb la lògica anarquia que se'n va derivar.
Al segle xvi va quedar en mans dels mogols. Sota Aurangzeb hi va haver moltes conversions. Després de la mort de l'emperador el 1707, els gujars i jats van assolar el territori i alguns dels caps es van crear principats. Llavors Balandshahr era dependència de Koil, i així va seguir sota els marathes. El 1803 Aligarh i Koil foren conquerides pels britànics. Part del que fou el districte havia estat cedit pel nawab d'Oudh el 1801 i la resta conquerit el 1803, i els territoris formaren part del districte d'Aligarh i part del districte de Meerut o South Saharanpur. El 1819 es va crear un magistrat adjunt a Bulandshahr i el 1823 es va crear el districte separat
El 21 de maig de 1857 es va revoltar la infanteria nativa, seguint a Aligarh. Els oficials van haver de fugir i la ciutat fou saquejada per bandes de gujars rebels. Una columna de voluntaris fou enviada des de Meerut, i van reconquerir la ciutat amb l'ajut dels gurkhes dehra, però quan els gurkhes van marxar amb el general Wilkinson, els gujars es van tornar a revoltar. Walidad Khan de Malagarh es va posar al front del moviment que va expulsar a la guarnició europea del districte. Entre juliol i setembre Walidad Khan va dominar Balandshahr sense oposició. El 25 de setembre fou ocupada per una columna que venia de Ghaziabad i Walidad va haver de fugir, i el 4 d'octubre el districte estava altre cop en mans dels britànics del coronel Farquhar. Es van fer operacions contra els rebels el gener de 1858 però no hi va haver lluita a la ciutat. Els jats es van declarar pel govern mentre gujars i rajputs musulmans continuaven hostils.